# Guadalajara (Band)
Guadalajara ist eine österreichische Band, die im Jahre 1999 in Feldbach gegründet wurde.

## Geschichte
Nachdem die Band 1999 gegründet wurde, landeten sie 2001 beim „Austrian Newcomer Bandwettbewerb“ in Graz den zweiten Platz.
2002 erschien das erste Album All you can Dance. Kurz darauf verließ Leadsänger Ernesto die Band – Gitarrist und Sänger Volker Schaffler folgte ihm. Trompeter Bernhard Kaufmann und Volker Schaffler schrieben fortan die Texte.
2003 tourte Guadalajara gemeinsam mit unter anderem 3 Feet Smaller durch Österreich und Deutschland. Mit der Cover-Version des Liedes I Don’t Like Mondays von Bob Geldof wurden sie auch verschiedenen österreichischen Alternativ-Radiosendern, wie FM4, Campus Radio oder Soundportal gespielt. Bei letzteren fanden sie sich in den Jahrescharts wieder. 2004 bespielt Guadalajara neben einer Vielzahl von Clubauftritten zwei der größten österreichischen Festivals, das Two Days a Week in Wiesen und das Frequency Festival am Salzburgring mit Bands wie Velvet Revolver, The Offspring, Dropkick Murphys, Flogging Molly und Die Ärzte.
Kurz darauf verließ der langjährige Bassist Thomas Rathkolb die Band. Im Dezember 2004 nahm die Band gemeinsam mit Übergangs-Bassisten Gerald Zollner im Studio von Naked Lunch ihr zweites Album auf. Anfang März 2005 erschien das Album mit dem Namen Trampled Pathways. Gekoppelt zum Release gab es eine Headliner-Tour durch Österreich. Trampled Pathways wurde vom Alternative Radio Soundportal zur Platte der Woche gewählt und die erste Single Short time Romance stieg bis auf Platz 3 der Soundportal Charts vor. In den Independent-Club Usercharts hielt sich die Nummer zwei Wochen auf Platz eins und wochenlang in den Top 10 der Campusradio-Charts. Zusätzlich gibt es regelmäßiges Radio-Airplay auf FM4. Von Februar bis September 2005 spielte Guadalajara knapp 50 Konzerte, unter anderem sowohl auf dem Aerodrome Festival als auch auf dem Donauinselfest auf der FM4-Bühne.
Darauf stieg Joe Laller als fixer Bassist in die Band ein. Am 4. April 2006 erscheint die Guadalajara-DVD Live at the PPC. Die Band veröffentlichte die DVD auf dem eigens gegründeten Label „Slapstick Records“. Danach folgen zahlreiche Shows in Österreich und im nahen Ausland als Headliner. Ende April 2006 spielte die Band eine zweiwöchige Tour durch Italien, Ungarn, Polen, Litauen, Lettland und Deutschland. In Lettland hielt sich die Single Burn them Down vier Wochen in den Alternative Radiocharts. Insgesamt war der Song 12 Wochen in den Top 10 der Alternative Charts. Im Juni 2006 spielte Guadalajara am Nova-Rock-Festival. Im November/Dezember 2006 spielte Guadalajara gemeinsam mit 3 Feet Smaller und Vanilla Sky auf der traditionellen „Punk is dead Tour“. Insgesamt 17 Termine an sechs Wochenenden führten die drei Bands durch Österreich, Italien und Slowenien. Gregor Münch, ehemals Gitarrist bei Once Tasted Life und langjähriger Gastmusiker bei Guadalajara stieg 2007 fix in die Band ein. Die Band arbeitete danach an Songs für das nächste Album, das im Februar 2008 erschien. Für das Album war die Band acht Monate im Studio, unter anderem mit Darian Rundall, dem Produzenten von Pennywise, Suicidal Tendencies und Yellowcard.
Im Mai 2010 verließen Volker Schaffler (Gesang, Gitarre) und Bernhard Kaufmann (Trompete) die Band aus privaten und beruflichen Gründen. Für Volker Schaffler übernahm Patrick Lux, für Bernhard Kaufmann übernahm Matthias Bistan die Trompete. 2010 und 2011 gab es eine Konzertreihe unter dem Synonym „Guadalajara & Big Band“, wo die Stammband von zusätzlichen Blechblasinstrumenten unterstützt wurden. Danach wurden keine Konzerte mehr gespielt, Patrick Lux verließ die Band, die Big Band wurde aufgelöst – die Stamm-Band jedoch nicht.
Nach einigen Jahren Pause spielten sie 2018 ein Konzert beim Styria Sounds in Graz. Volker Schaffler kehrte hierbei als Sänger und Gitarrist in die Band zurück.
Im Frühjahr 2024 beschloss die Band einige Konzerte im Herbst des Jahres 2024 zu spielen. In die Band wurden mit Florian Bauer (Saxophon) und Dominic Pessl (Trompete) zwei neue Musiker in die Band aufgenommen.

## Live-Präsenz
Guadalajara spielen ca. 60 Konzerte jährlich in Österreich, Deutschland, Schweiz, Belgien, Holland, Polen, Lettland, Litauen und Estland. Sie spielten bei diversen Festivals – darunter beim FM4-Frequency, Two Days a Week, Aerodrome, Nova-Rock-Festival und dem Donauinselfest – sowie eine Tour durch Österreich (Punk is Dead Tour) mit 3 Feet Smaller und Vanilla Sky.

## Diskografie
- 2003: All You Can Dance (LP)
- 2005: Trampled Pathways (LP)
- 2006: Live at p.p.c. (Live-DVD)
- 2008: Weapons of Mass Seduction (LP)
- 2011: Brass up the Hotpot (EP)